# Serieåret 1963

## Händelser

### Januari
- Januari - Nya Seriemagasinet börjar säljas i Sverige.[1]

### Okänt datum
- Publicering av serien Spara och Slösa i svenska Lyckoslanten upphör.
- I Sverige startar serietidningen Peter Falk.
- Marvel-serierna Avengers och X-Men, båda av Stan Lee och Jack Kirby, gör debut.
- Den franska västernserien Blueberry skapas av Jean-Michel Charlier och Jean Giraud.
- Williams förlag i Sverige börjar ge ut Larry Harmons serietidningsversion av Helan och Halvan.[2]
- Serietidningarna Atom och Gigant startas i Sverige.[1]
- Serietidningen Bosse och Bettan (Sugar and Spike.) introduceras i Sverige.[1]
- Serienytt i Sverige läggs ner.[1]

## Pristagare
- Reuben Award: Fred Lasswell

## Utgivning

### Album
- Asterix och goterna av René Goscinny och Albert Uderzo[3]
- Bekymmer i Omaha (Lucky Luke)[4]
- Bröderna Dalton i blådväder (Lucky Luke)[4]
- Castafiores juveler av Hergé[5]

## Födda
- 9 maj – Johan Unenge, svensk serieskapare.
- 3 september – Joe Matt, amerikansk serieskapare.
- 12 december - Gipi (egentligen Gianni Pacinotti), italiensk serieskapare.
- 29 december – Dave McKean, brittisk serieskapare och illustratör.
- Anke Feuchtenberger, tysk serieskapare.

## Avlidna
- Jimmy Hatlo (född 1897), amerikansk serieskapare.

### Fotnoter
1. 1 2 3 4  Swecomics
2. ↑  Swecomics
3. ↑  ”Tintin”. Arkiverad från originalet den 13 februari 2011. https://web.archive.org/web/20110213010603/http://www.asterix.com/books/albums/. Läst 12 mars 2011.
4. 1 2  ”Lucky Luke på svenska”. Arkiverad från originalet den 11 november 2014. https://web.archive.org/web/20141111004811/http://www.visit.se/~dampgrodan/album_kronolog.html. Läst 12 mars 2011.
5. ↑  ”Tintin”. Arkiverad från originalet den 15 oktober 2011. https://web.archive.org/web/20111015013620/http://www.tintin.com/en/#/tintin/albums/albums.swf. Läst 12 mars 2011.